# Доктор Босконович
Доктор Босконович (полное имя: Джеппетто Босконович; англ. Dr. Bosconovitch; яп. ドクター・ボスコノビッチ Докута Босуконобитти) — персонаж серии игр Tekken. Босконович впервые был представлен в Tekken 3, где он является одним из двух управляемых бонусных персонажей (второй — Гон). Также появился в Tekken Tag Tournament 2.
Несмотря на то что он был доступен только в Tekken 3 и Tekken Tag Tournament 2, он упоминается в сюжете почти каждой игры серии. Босконович — бывший советский учёный, участвующий в клонировании. Создатель роботов серии «Джек» и Алисы Босконович, созданной по образу его умершей дочери.

## Появление

### В играх
Доктор Босконович построил первую ракету в 12 лет. Любит водку и шахматы. Страдает сколиозом. Первоначально работал в дзайбацу «Мисима». Во время первого Tekken клан ниндзя Мандзи во главе с Ёсимицу совершил набег на хранилище дзайбацу «Мисима». Во время рейда Ёсимицу потерял руку и был найден Босконовичем, который помог ему сбежать и приделал ему механическую руку. Доктор Босконович был похищен Кадзуей Мисимой в преддверии турнира «Король Железного кулака 2» и был вынужден работать на него. Некоторые из множества проектов включали создание биологического оружия — кенгуру Роджера и дромеозавра Алекса, а также робота Прототип Джека. Он начал проект «Холодный сон» с целью сохранения тела своей умирающей дочери, используя Нину Уильямс и Анну Уильямс в качестве испытуемых. После выполнения заданий он был спасён другом Ёсимицу. Девятнадцать лет спустя он заразился редким заболеванием, которое поражает позвоночник. Чтобы вылечить себя и оживить свою дочь, ему нужна была кровь бога Огра. Он обратился к Ёсимицу за помощью. Ёсимицу вступил в турнир «Король Железного кулака 3» и получил образец крови Огра после того, как Дзин Кадзама его убил. Доктор Босконович появляется в видеоконцовке Брайана Фьюри в Tekken 4. Он установил Брайану вечный генератор, после чего Брайан напал на Босконовича и членов клана Мандзи, которые были с ним. Члены Мандзи были убиты, а Босконович выжил, но был тяжело ранен. В Tekken 6 он создаёт андроида по образу своей умершей дочери Алисы Босконович.
Доктор Босконович появляется в режиме «Tekken Bowl» в Tekken Tag Tournament, где его можно увидеть в толпе зрителей. Он также появляется в Tekken Hybrid снова в качестве зрителя в толпе «Tekken Bowl» (есть также трофей, названный в его честь — «Doctor B!»). Появляется в Tekken Tag Tournament 2. Упоминается несколько раз в журналах и документах в ответвлении Death by Degrees. Был упомянут несколькими персонажами Tekken в кроссовере Street Fighter X Tekken.

### В других медиа
Доктор Босконович появляется в комиксах Tekken Saga (1997), Tekken 2 (1998) и Tekken Comic (2009), а также в анимационном фильме Tekken: The Motion Picture. Лэй Улун, Джейн и Джек-2 посещают его в его научной лаборатории. Джек-2 просит Босконовича помочь больной Джейн. Когда Ли Чаолан взрывает лабораторию, доктор Босконович, Лэй, Джейн и Джек-2 убегают. При побеге Джека-2 раздавило дверью. Доктор Босконович и Лэй пообещали ему присмотреть за Джейн. Доктор Босконович упоминается в анимационном фильме Tekken: Blood Vengeance Алисой, которая запрограммирована им на то, чтобы найти его.

## Внешний вид
Доктор Босконович изображён как низкорослый человек пожилого возраста со светлыми волосами и с очками. Он носит белую мантию, синюю рубашку, оранжевый галстук, зелёные брюки и коричневые туфли. Его альтернативный костюм в Tekken 3 такой же, как костюм Ёсимицу, но золотистого и синего цвета, и без маски.

## Игровой процесс
Боевой стиль доктора Босконовича назван либо «разнообразным», либо «боем в панике». Все его приёмы в Tekken 3, за некоторым исключением, взяты от других персонажей (таких как Лэй, Хэйхати, Ёсимицу, Джек, Лин Сяоюй, Маршалл Ло и других). Некоторые приёмы были слегка изменены для соответствия его хрупкому виду и привычке падать. Поскольку он страдает сколиозом — заболеванием, которое поражает его позвоночник, — Босконович обычно падает на землю после выполнения приёма, если после его нажатия не будет нажата «f». В Tekken Tag Tournament 2 доктор Босконович уже не падает после выполнения приёмов, но может падать после нажатия определённого сочетания клавиш. Также бо́льшая часть комбо выполняется при детонации бомб из его тела. В отличие от Tekken 3, в Tekken Tag Tournament 2 Босконович имеет собственную анимацию движений при ударах, за исключением некоторых.

## Отзывы
В 2011 году Computer and Video Games включил доктора Босконовича в список «худших персонажей» Tekken, добавив: «Вы начинаете играть и понимаете, что страдаете гериатрией и не можете даже двигать ногами, а в первом раунде вы столкнётесь с гигантским смертоносным металлом, который вы сами же создали». В GamesRadar назвали бой между доктором Босконовичем и Даном Хибики одним из самых ожидаемых в предстоящем Street Fighter X Tekken, заявив: «В то время как боевой стиль Дана придурковатый, боевой стиль доктора Босконовича состоит прежде всего из падений или лихорадочного швыряния его тела в противника. Они идеально подходят для поединка». GamesRadar также назвал имя Босконовича одним из «самых труднопроизносимых имён в видеоиграх». Complex указал валяние Босконовича на земле в списке самых сумасшедших моментов в серии Tekken в 2012 году, заявив: «Помимо того факта, что он один из самых хардкорных персонажей Tekken, он также один из самых неуклюжих, поскольку он проводит половину поединка либо на спине, либо на лице». 4thletter поставил концовку Босконовича в Tekken Tag Tournament 2 на 178 место в списке «Топ 200 концовок в файтингах». Lazygamer назвал доктора Босконовича «пятым самым странным скрытым персонажем файтинга», добавив: «У мёртвых мышей лучше защита, чем у доктора Босконовича — персонажа, который существует исключительно для того, чтобы успокоить тех фанатов, которые до сих пор злятся, что Stephen Hawking: World Warrior — всё ещё не игра». В официальном опросе Namco доктор Босконович был 21-м наиболее желаемым персонажем Tekken в планируемом кроссовере Tekken X Street Fighter, набрав 6,40 % голосов.
Включён российским Ferra.ru в список «10 самых ярких русских персонажей в играх». DTF включила Босконовича в список «положительных отечественных героев в зарубежных играх». Включён «Игроманией» в список «23 защитников отечества» — русских персонажей в видеоиграх.